# Giovanni Lercari

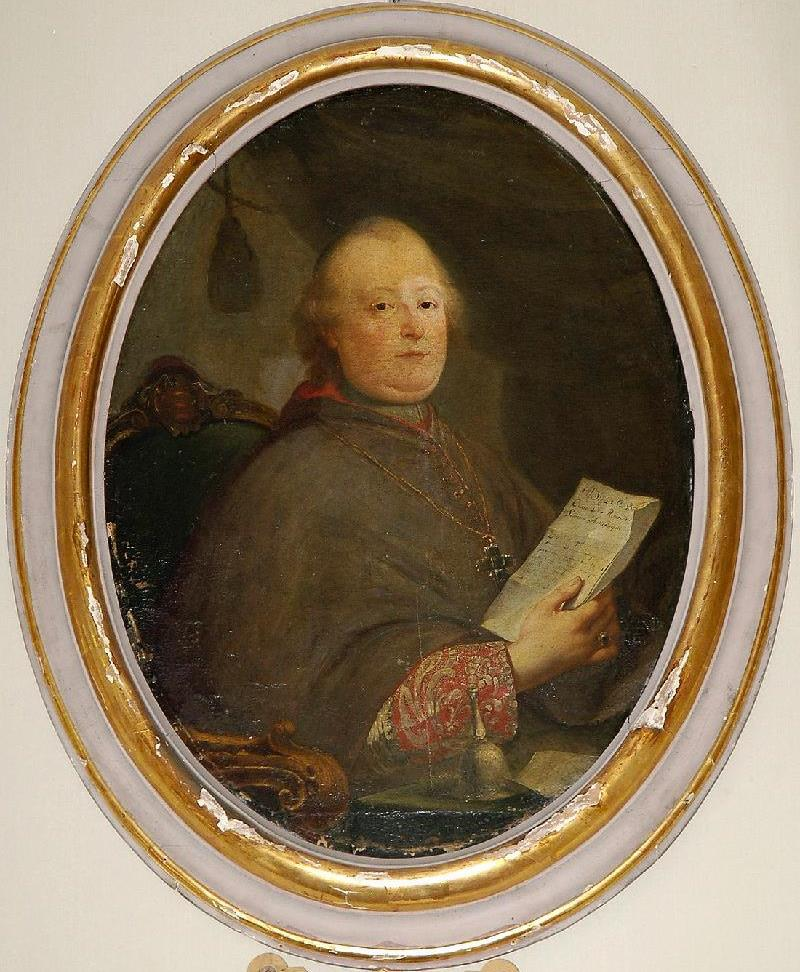
Giovanni Lercari

Giovanni Pietro Antonio Lercari (Taggia, 22 oktober 1722 – Genua, 18 maart 1802) was aartsbisschop van Genua en maakte de overgang mee van de dogen-republiek Genua naar de Ligurische Republiek, die pro-Frans en revolutionair was (1797).

## Levensloop

### Prelaat in de Curie
Lercari was een zoon van Francesco Saverio en Maria Maddalena Berruti. Na zijn priesterwijding (1749) trok hij naar Rome. In Rome werkte hij op de Curie en kreeg de titel van huisprelaat van de paus. Lercari werd lid van de Congregatie voor de Apostolische bezoeken. In deze laatste functie legde hij zich toe op de hervorming van vrouwenkloosters. Hij werd kanunnik van de basiliek Santa Maria Maggiore in Rome. Vanaf 1760 was hij titulair aartsbisschop van Adrianopolis.

### Aartsbisschop van Genua
De Senaat van de Republiek Genua stelde Lercari aan tot aartsbisschop van Genua (1767). Paus Clemens XIII stemde hiermee in. Aartsbisschop Lercari legde een taks op aan de clerus, om de oorlogsschade aan de kerkelijke gebouwen te herstellen. De Jezuïetenorde was er afgeschaft en Lercari regelde het beheer van de leegstaande gebouwen. Diegenen die misbruik hadden gemaakt van het vertrek van de Jezuïeten, sloeg hij in de ban van de kerk. Hij eiste meer soberheid van de clerus. Zo genoot de adellijke Compagnia del Soccorso het voorrecht om tijdens de vastenperiode vlees te eten. Lercarci schafte dit voorrecht af. De Jezuïetenorde keerde terug naar Genua (1792). De aanhangers van het jansenisme en van de Jezuïeten vlogen mekaar in de haren. Lercarci kon met moeite de beide fracties tevreden houden. Vanaf 1794 traden er revolutionaire opstootjes op in Genua, in navolging van de Franse Revolutie in het buurland. 
In 1797 brak de revolutie uit in Genua, op aanstoken van de Fransen. De Ligurische Republiek werd ingesteld. Edellieden uit de elite van de dogen-republiek vlogen in de gevangenis. De priesterstudenten eisten de afzetting van de hoogste clerus van Genua. In de loop van 1797 sloeg het nieuwe bewind kerkelijke goederen aan. Lercani richtte een herdelijk schrijven om elke burgeroorlog te vermijden. In deze brief stelde hij dat de Ligurische Republiek conform was aan het christendom. Voor het nieuwe bewind was dit niet genoeg. Lercari werd gearresteerd. Hij kwam pas vrij nadat hij een vicaris-generaal op het bisdom aanvaard had, Moscini. Moscini was gezagstrouw aan de Ligurische Republiek. Hij had het recht om Lercari op te volgen.
Begin juni 1800 marcheerden de Oostenrijkse troepen Genua binnen. De Fransen en het revolutionair bewind van Genua vluchtten weg. Lercari liet Moscini opsluiten in een Oostenrijkse gevangenis. 
Eind juni 1800 keerden de Fransen terug. Voor de jansenisten van Genua was dit het moment om terug aan macht te winnen op het aartsbisdom. Doch het napoleontische bewind in Genua had niets met jansenisten. De kerkenpolitiek van eerste consul Napoleon Bonaparte werd uitgevoerd; dit betekende getrouwheid aan Parijs, ook voor Lercari. In 1802 stierf Lercari. De universiteitsbibliotheek van Genua heeft meerdere brieven van Lercani bewaard.
- Istituto Centrale per il Catalogo Unico: PUVV361684
- Système universitaire de documentation: 233419586
- Virtual International Authority File: 2234154983533167860001